# Prova real
Prova real é uma operação matemática realizada para provar que outra operação está correta. Para fazer isto, basta utilizar uma operação contrária usando o resultado obtido na primeira operação.)

## Exemplos
- {\displaystyle A+B=C}, portanto, {\displaystyle C-B=A} e {\displaystyle C-A=B}
- {\displaystyle A\times B=D}, portanto, {\displaystyle D/A=B} e {\displaystyle D/B=A}

A prova real tira-se fazendo a operação inversa:
- A operação inversa da multiplicação é a divisão e vice versa;
- A operação inversa da adição é a subtração e vice versa.

Exemplos:
- {\displaystyle 21+13=34}. Tirando a prova real, obtém-se {\displaystyle 34-21=13} ou {\displaystyle 34-13=21;}
- {\displaystyle 12\times 4=48}. Tirando a prova real, obtém-se {\displaystyle 48/4=12} ou {\displaystyle 48/12=4.}